# Łącznik (wiertnictwo)
Łącznik – element przewodu wiertniczego służący do łączenia elementów przewodu o różnych rodzajach gwintów, np. obciążników z rurami płuczkowymi, obciążników ze świdrem itp.